# Uzlové letiště

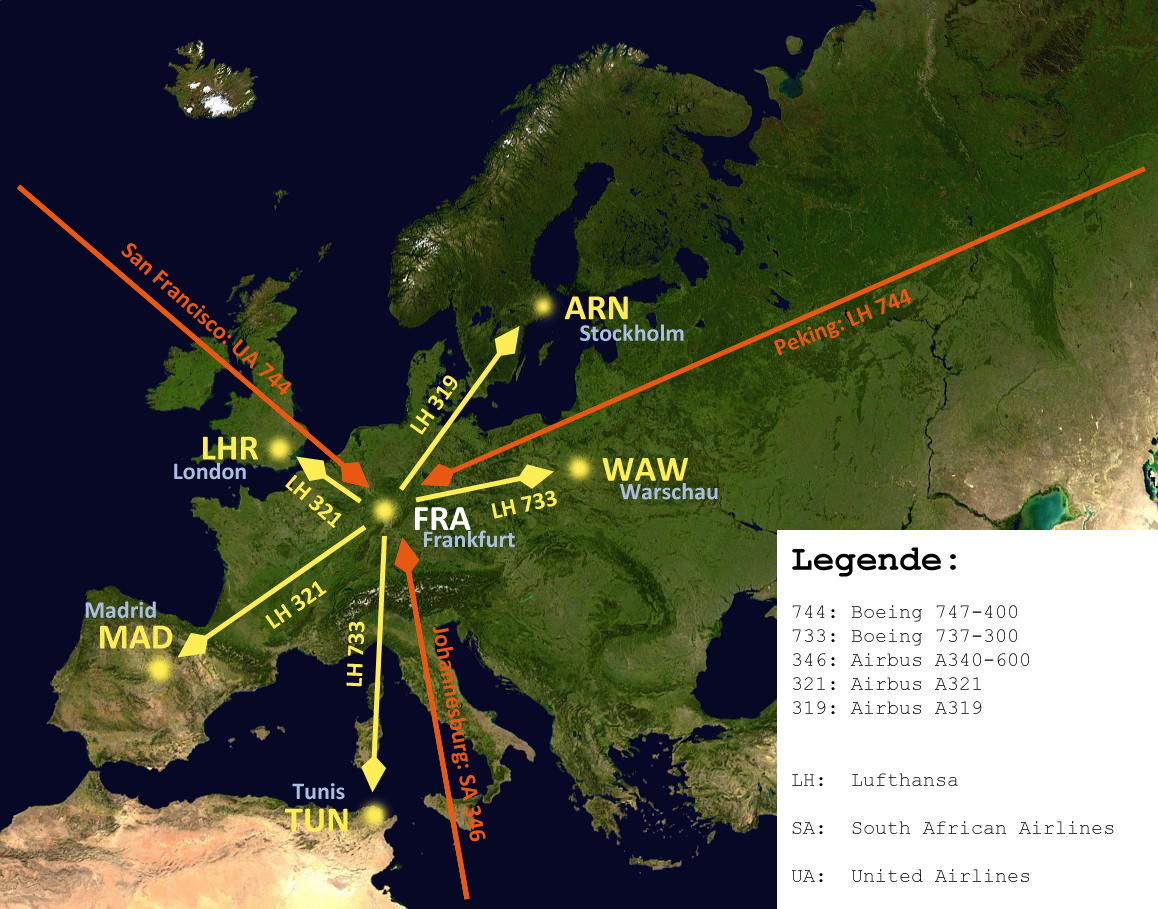
Letiště Frankfurt slouží jako uzlové letiště společnosti Lufthansa a přijímá lety od členů Star Alliance mimo ostatních aerolinek.

Uzlové letiště (někdy také hub z angl. airline hub) je místo, které aerolinky používají pro přestup pasažérů do jejich cílových destinací. Je součástí modelu hubu a paprsků, kdy jsou cestující mezi letišti přemisťováni nikoli přímými lety, ale musí při přepravě přestoupit. Je to protiklad k modelu „point to point“. Mnoho hubů je umístěno do letišť u měst, kde mají aerolinky svá ústředí.
Některé aerolinie využívají jen jeden hub, zatímco jiné používají více hubů. Huby mohou sloužit nejen pro osobní ale i nákladní přepravu.
Některé aerolinie také používají menších letišť, které mají dobrou dopravní dostupnost a fungují jako přípoje pro velké huby. .Hub uprostřed trasy je více efektivní než na každém konci trasy, neboť navazující přeprava snadněji naplní letadlo - cestující preferují trasu s jednou zastávkou před trasou s dvěma zastávkami.

## Fortress hub
Fortress hub je letiště, kde jedna aerolinie má monopolní postavení (více než 70% podíl letů z a na hub. Například v roce 2010 společnost US Airways obsadila 85 (plus 1 sdílenou s Lufthansa) z celkových 97 gatů a odpovídala za přibližně 90% osobní dopravy na Charlotte Douglas International Airport. Jiným příkladem jsou letiště Cincinnati (CVG) a Detroit (DTW), obě jsou huby společnosti Delta Air Lines. Noví dopravci jako je například Spirit Airlines na Detroit Metropolitan Wayne County Airport nebo AirTran na Hartsfield-Jackson Atlanta International Airport a Spirit Airlines na Dallas-Fort Worth International Airport tvrdí, že jsou cílem diskriminujících praktik dominantního dopravce. Někteří pozorovatelé argumentují, že existence takových hubů může potlačit konkurenci. Souboj společnosti Pro Air s Northwest, když krátce létala z letiště Detroit City Airport, je často citovaný příklad. Společnost Northwest byla schopná vyřadit nízkonákladového dopravce snížením cen letenek a nabídkou častějších letů. Ačkoli to nemá přímou spojitost se stavem hubů ukazuje to, že aerolinie mohou bránit svoji pozici na letištním hubu. Existence fortress hubů umožňuje cestujícím použití triku při rezervaci letenek při cestě do "skrytého města".
Příklady fortress hubů pro letecké aliance:

### Oneworld
| - Letiště Santiago de Chile - LAN Airlines - Dallas/Fort Worth International Airport - American Airlines - Mezinárodní letiště Dauhá Hamad - Qatar Airways - Letiště Helsinky-Vantaa - Finnair - Mezinárodní letiště Hongkong - Cathay Pacific - Mezinárodní letiště Kuala Lumpur - Malaysia Airlines | - Letiště London Heathrow - British Airways - Miami International Airport - American Airlines - Letiště Moskva-Domodědovo - S7 Airlines - Letiště Ammán - Royal Jordanian Airlines - Mezinárodní letiště São Paulo-Guarulhos - TAM Airlines - Letiště Sydney - Qantas - Letiště Adolfa Suáreze - Iberia |

### SkyTeam
| - Schiphol - KLM - Detroit Metropolitan Wayne County Airport - Delta Air Lines - Mezinárodní letiště Fu-čou Čchang-le - Xiamen Airlines - Mezinárodní letiště Chang-čou Siao-šan - Xiamen Airlines - Hartsfield-Jackson Atlanta International Airport - Delta Air Lines - Jomo Kenyatta International Airport-Kenya Airways - Mezinárodní letiště Kao-siung - China Airlines - Letiště Řím-Fiumicino - Alitalia - Mezinárodní letiště Beníta Juáreze - Aeroméxico - Minneapolis-Saint Paul International Airport - Delta Air Lines | - Letiště Moskva-Šeremeťjevo - Aeroflot - Letiště Charlese de Gaulla - Air France - Letiště Praha/Ruzyně - České aerolinie - Mezinárodní letiště Šanghaj Chung-čchiao - Shanghai Airlines - Mezinárodní letiště Šanghaj Pchu-tung - China Eastern Airlines - Letiště Nội Bài - Vietnam Airlines - Mezinárodní letiště Tchaj-wan Tchao-jüan - China Airlines - Letiště Tân Sơn Nhất - Vietnam Airlines - Mezinárodní letiště Sia-men Kao-čchi - Xiamen Airlines - Letiště Adolfa Suáreze - Air Europa |

### Star Alliance
| - Addis Abeba Bole - Ethiopian Airlines - Athens International Airport - Aegean Airlines - Mezinárodní letiště Káhira - EgyptAir - Letiště Comalapa - Avianca - Denver International Airport - United Airlines - El Dorado International Airport - Avianca - Letiště Frankfurt nad Mohanem - Lufthansa - Letiště Nikos Kazantzakis - Aegean Airlines - Houston George Bush Intercontinental Airport - United Airlines - Mezinárodní letiště Indiry Gándhíové - Air India - letiště Jorge Cháveze - Avianca Perú - Letiště Mnichov - Lufthansa | - Newark Liberty International Airport - United Airlines - Letiště Johannesburg- South African Airways - San Francisco International Airport - United Airlines - Letiště Singapur-Changi - Singapore Airlines - Letiště Bangkok-Suvarnabhumi - Thai Airways International - Mezinárodní letiště Tchaj-wan Tchao-jüan - EVA Air - Letiště Soluň - Aegean Airlines - Toronto Pearson International Airport - Air Canada - Letiště Vídeň - Austrian Airlines - Letiště Frédérica Chopina - LOT - Washington Dulles International Airport - United Airlines - Letiště Zürich - Swiss International Air Lines |

### Ostatní aliance
Tyto huby nejsou fortress huby, protože letištní hub hostí více přepravních aliancí:
| - Letiště Peking - Air China (Star Alliance) / China Southern Airlines (SkyTeam) - O'Hare International Airport - American Airlines (oneworld) / United Airlines (Star Alliance) - Mezinárodní letiště Inčchon - Asiana Airlines (Star Alliance) / Korean Air (SkyTeam) - John F. Kennedy International Airport - American Airlines (oneworld) / Delta Air Lines (SkyTeam) - Los Angeles International Airport - American Airlines (oneworld) / United Airlines (Star Alliance) / Delta Air Lines (SkyTeam) | - Madrid-Barajas Airport - Air Europa (SkyTeam) / Iberia (oneworld) - Letiště Narita - All Nippon Airways, United Airlines (Star Alliance) / Delta Air Lines (SkyTeam) / Japan Airlines (oneworld) - Mezinárodní letiště Tchaj-wan Tchao-jüan - China Airlines (SkyTeam) / EVA Air (Star Alliance) - Letiště Haneda - All Nippon Airways (Star Alliance) / Japan Airlines (oneworld) |

## Hlavní civilní aerolinky a jejich huby

### Afrika

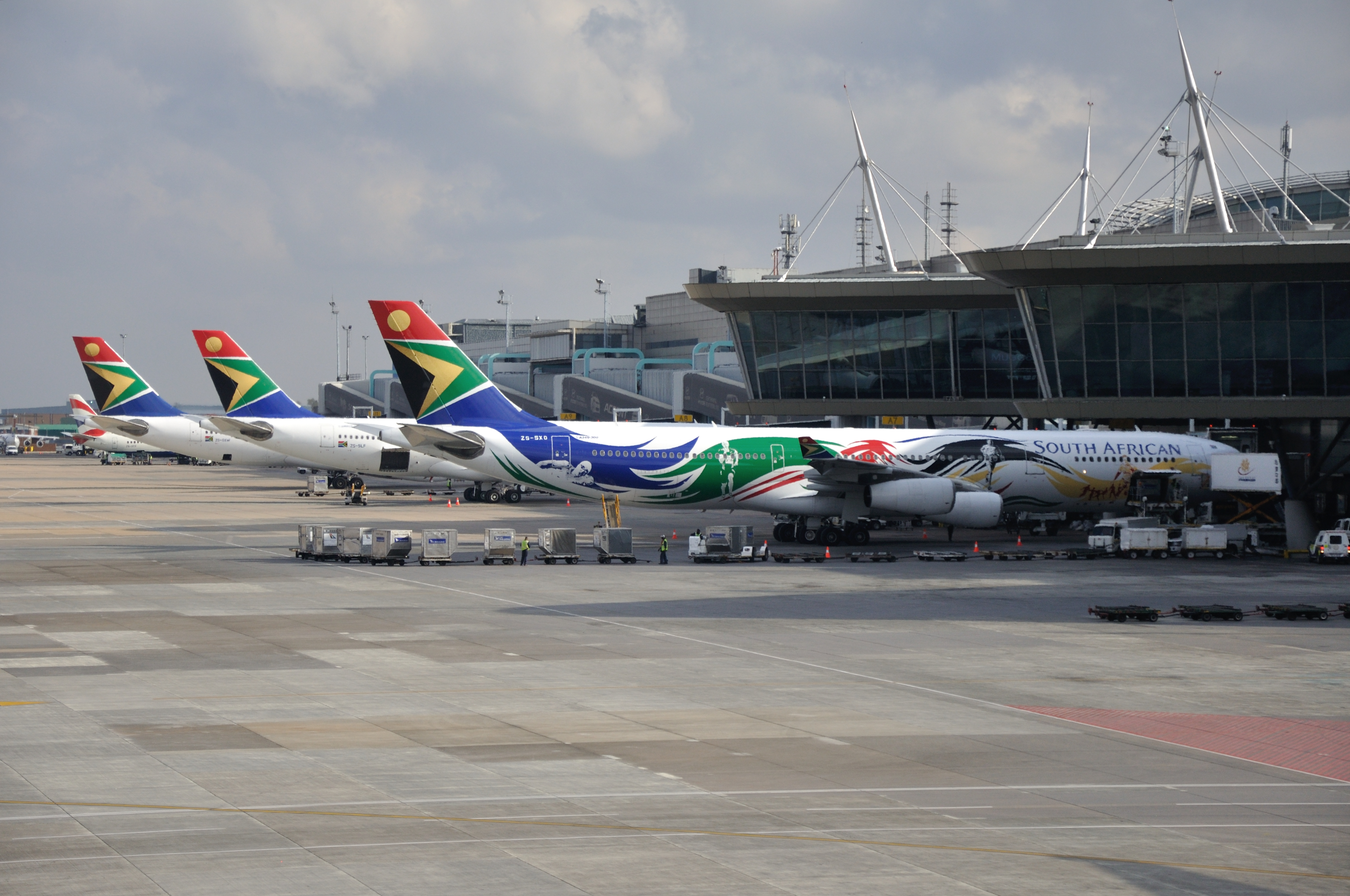
South African Airways letadla na letišti Johannesburg.

- Afriqiyah Airways (8U) užívá letiště Tripolis (TIP).
- Air Algérie (AH) užívá letiště Houariho Boumédièna (ALG) a Oran Es Senia Airport (ORN).
- Air Mauritius (MK) užívá Sir Seewoosagur Ramgoolam International Airport (MRU).
- Air Seychelles (HM) užívá Seychelles International Airport (SEZ).
- Air Uganda (UA) užívá mezinárodní letiště Entebbe (EBB).
- Arik Air (W3) užívá Lagos–Murtala Muhammed International Airport (LOS) a Abuja–Nnamdi Azikiwe International Airport (ABV).
- EgyptAir (MS) užívá Mezinárodní letiště Káhira (CAI).
- Ethiopian Airlines (ET) užívá Addis Abeba–letiště Addis Abeba (ADD).
- Kenya Airways (KQ) užívá Nairobi–Jomo Kenyatta International Airport (NBO).
- LAM Mozambique Airlines (TM) užívá letiště Maputo (MPM).
- Royal Air Maroc (AT) užívá Casablanca–letiště Mohammeda V. (CMN), letiště Marrákéš-Menara (RAK) a Tangier Ibn Battouta Airport (TNG).
- South African Airways (SA) užívá Letiště Johannesburg (JNB) a mezinárodní letiště Kapské Město (CPT).
- TAAG Angola Airlines (DT) užívá Luanda–letiště Luanda (LAD).
- TACV Cabo Verde Airlines (VR) užívá Amílcar Cabral International Airport (SID) and Praia International Airport (RAI).
- Tunisair (TU) užívá letiště Tunis–Kartágo (TUN).

### Asie
- AirAsia (AK) užívá Mezinárodní letiště Kuala Lumpur (KUL).
- AirAsia X (D7) užívá Mezinárodní letiště Kuala Lumpur (KUL).
- AirAsia Zest (Z2) užívá Ninoy Aquino International Airport (MNL) (a v menším rozsahu letiště Mactan-Cebu (CEB)).
- Air Busan (BX) užívá mezinárodní letiště Kimhe (PUS).
- Air China (CA) užívá letiště Peking (PEK), mezinárodní letiště Šanghaj Pchu-tung (PVG) a mezinárodní letiště Čcheng-tu Šuang-liou (CTU).
- Air India (AI) užívá Mezinárodní letiště Čhatrapatího Šivádží (BOM) a mezinárodní letiště Indiry Gándhíové (DEL).
- Air Koryo (JS) užívá Mezinárodní letiště Sunan (FNJ).
- All Nippon Airways (NH) užívá letiště Narita (NRT), letiště Haneda (HND), mezinárodní letiště Kansai (KIX) a Mezinárodní letiště Ósaka (ITM).
- Airphil Express (2P) užívá Ninoy Aquino International Airport (MNL), Francisco Bangoy International Airport (DVO), letiště Mactan-Cebu (CEB), Zamboanga International Airport (ZAM).
- Asiana Airlines (OZ) užívá mezinárodní letiště Inčchon (ICN) a mezinárodní letiště Kimpcho (GMP) (a v menším rozsahu mezinárodní letiště Čedžu (CJU) a mezinárodní letiště Kimhe (PUS)).
- Bangkok Airways (PG) užívá letiště Bangkok-Suvarnabhumi (BKK) a letiště Koh Samui (USM).
- Biman Bangladesh Airlines (BG) užívá letiště Dháka (DAC), Shah Amanat International Airport (CGP), Osmani International Airport (ZYL).
- Caspian Airlines (RV) užívá letiště Teherán-Mehrabád (THR).
- Cathay Pacific (CX) užívá mezinárodní letiště Hongkong (HKG) (a v menším rozsahu letiště Bangkok-Suvarnabhumi (BKK) a Mezinárodní letiště Tchaj-wan Tchao-jüan (TPE)).
- Cebu Pacific (5J) užívá Ninoy Aquino International Airport (MNL), Clark International Airport (CRK), letiště Mactan-Cebu (CEB), Iloilo International Airport (ILO), Francisco Bangoy International Airport (DVO) a Kalibo International Airport (KLO).
- Chengdu Airlines (EU) užívá mezinárodní letiště Čcheng-tu Šuang-liou (CTU).
- China Airlines (CI) užívá Mezinárodní letiště Tchaj-wan Tchao-jüan (TPE) (a v menším rozsahu mezinárodní letiště Hongkong (HKG), letiště Bangkok-Suvarnabhumi (BKK) a Mezinárodní letiště Kao-siung (KHH)).

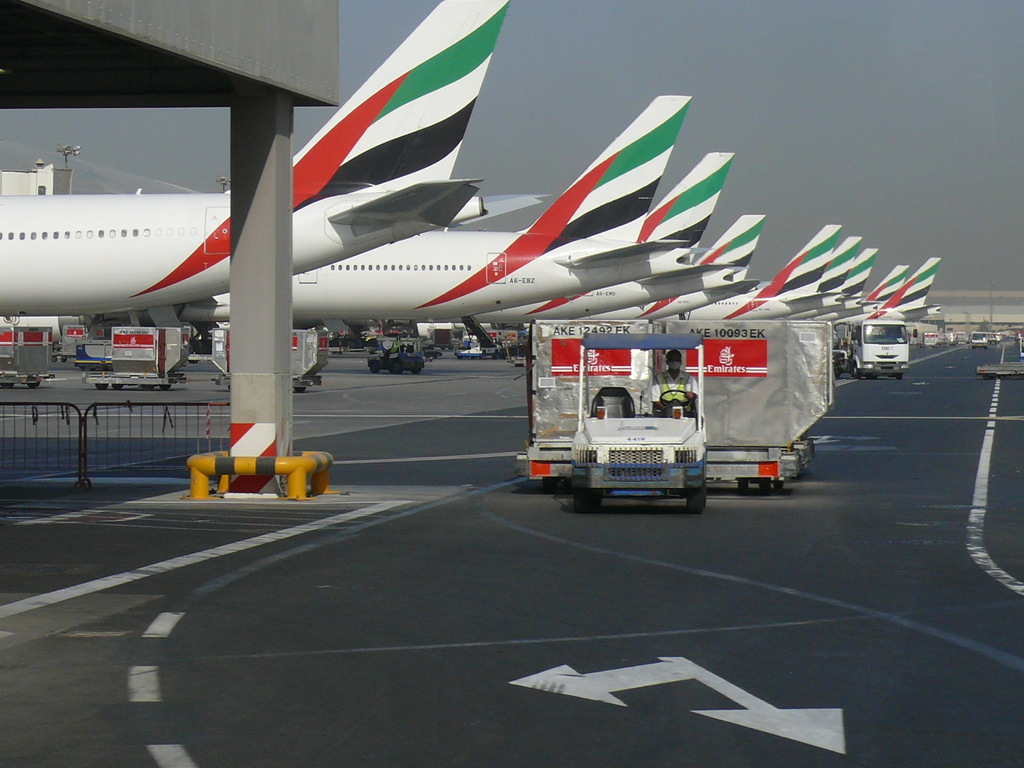
Letadla Emirates na mezinárodním letišti v Dubaji.

- China Eastern Airlines (MU) užívá mezinárodní letiště Šanghaj Chung-čchiao (SHA) a mezinárodní letiště Šanghaj Pchu-tung (PVG).
- China Southern Airlines (CZ) užívá mezinárodní letiště Kanton Paj-jün (CAN), mezinárodní letiště Čchung-čching Ťiang-pej (CKG) a letiště Peking (PEK).
- Chongqing Airlines (OQ) užívá mezinárodní letiště Čchung-čching Ťiang-pej (CKG).
- Dragonair (KA) užívá mezinárodní letiště Hongkong (HKG).
- El Al (LY) užívá Ben Gurionovo mezinárodní letiště (TLV).
- Emirates Airline (EK) užívá mezinárodní letiště Dubaj (DXB).
- Etihad Airways (EY) užívá mezinárodní letiště Abú Zabí (AUH).
- EVA Air (BR) užívá Tchaj-pej Mezinárodní letiště Tchaj-wan Tchao-jüan (TPE) (a v menším rozsahu letiště Bangkok-Suvarnabhumi (BKK) a Mezinárodní letiště Kao-siung (KHH)).
- Firefly (FY) užívá Subang Airport (SZB) a Penang International Airport
- Garuda Indonesia (GA) užívá Mezinárodní letiště Sukarno-Hatta (CGK) a Ngurah Rai International Airport (DPS), Sultan Hasanuddin International Airport (UPG) a Kuala Namu International Airport (KNO)
- GoAir (G8) užívá Dillí-Mezinárodní letiště Indiry Gándhíové (DEL) a Bombaj-Mezinárodní letiště Čhatrapatího Šivádží (BOM).
- Gulf Air (GF) užívá letiště Bahrajn (BAH).
- Hong Kong Airlines (HX) užívá mezinárodní letiště Hongkong (HKG)
- Hong Kong Express Airways (UO) užívá mezinárodní letiště Hongkong (HKG)
- IndiGo Airlines (6E) užívá Mezinárodní letiště Indiry Gándhíové (DEL).
- Indonesia Air Asia (QZ) užívá Mezinárodní letiště Sukarno-Hatta (CGK), Ngurah Rai International Airport (DPS) a Husein Sastranegara International Airport (BDO).
- Iran Air (IR) užívá Mezinárodní letiště Imáma Chomejního (IKA) a letiště Teherán-Mehrabád (THR).
- Iran Air Tours (B9) užívá letiště Mašhad (MHD).
- Iran Aseman Airlines (EP) užívá letiště Teherán-Mehrabád (THR) a Mezinárodní letiště Imáma Chomejního (IKA).
- Japan Airlines (JL) užívá letiště Narita (NRT), letiště Haneda (HND), mezinárodní letiště Kansai (KIX) a letiště Ósaka (ITM).
- Jazeera Airways (J9) užívá letiště Kuvajt (KWI) a mezinárodní letiště Dubaj (DXB).
- Jetstar Asia Airways (3K) užívá letiště Singapur-Changi (SIN).
- Jetstar Pacific Airlines (BL) užívá letiště Tân Sơn Nhất (SGN)
- Kish Air (Y9) užívá letiště Teherán-Mehrabád (THR).
- Korean Air (KE) užívá mezinárodní letiště Inčchon (ICN) a mezinárodní letiště Kimpcho (GMP) (a v menším rozsahu mezinárodní letiště Čedžu (CJU) a mezinárodní letiště Kimhe (PUS)).
- Kuwait Airways (KU) užívá letiště Kuvajt (KWI).
- Lion Air (JT) užívá Hang Nadim Airport (BTH), Mezinárodní letiště Sukarno-Hatta (CGK) a Juanda International Airport (SUB).
- Mahan Air (W5) užívá Mezinárodní letiště Imáma Chomejního (IKA).
- Malaysia Airlines (MH) užívá Mezinárodní letiště Kuala Lumpur (KUL).
- MASwings (MH) užívá Miri Airport (MYY).
- Merpati Nusantara Airlines (MZ) užívá Mezinárodní letiště Sukarno-Hatta (CGK), Ngurah Rai International Airport (DPS) a Juanda International Airport (SUB)
- MIAT Mongolian airlines (OM) užívá Čingischánovo mezinárodní letiště (ULN).
- Middle East Airlines (ME) užívá Bejrútské mezinárodní letiště Rafíka Harírího (BEY).
- Nok Air (DD) užívá letiště Bangkok-Don Muang (DMK).
- Oman Air (WY) užívá Mezinárodní letiště Maskat (MCT).
- One-Two-GO Airlines (OG) užívá letiště Bangkok-Don Muang (DMK).
- Orient Thai Airlines (OX) užívá letiště Bangkok-Suvarnabhumi (BKK).
- Pakistan International Airlines (PK) užívá Mezinárodní letiště Džinnáh (KHI), Islamabad International Airport (ISB) a Allama Iqbal International Airport (LHE).
- Philippine Airlines (PR) užívá Ninoy Aquino International Airport (MNL) a letiště Mactan-Cebu (CEB).
- Qatar Airways (QR) užívá mezinárodní letiště Dauhá Hamad (DOH).
- Royal Brunei Airlines (BI) užívá Brunei International Airport (BWN).
- Royal Jordanian Airlines (RJ) užívá letiště Ammán (AMM).
- Saudi Arabian Airlines (SV) užívá mezinárodní letiště Krále Abda al-Azíze (JED) mezinárodní letiště Krále Chálida (RUH) a mezinárodní letiště Krále Fahda (DMM).
- SGA Airlines (5E) užívá Chiang Mai International Airport (CNX).
- Shanghai Airlines (FM) užívá mezinárodní letiště Šanghaj Pchu-tung (PVG) a Mezinárodní letiště Šanghaj Chung-čchiao (SHA).
- Shenzhen Airlines (ZH) užívá mezinárodní letiště Šen-čen Pao-an(SZX).
- Sichuan Airlines (3U) užívá mezinárodní letiště Čcheng-tu Šuang-liou (CTU), mezinárodní letiště Čchung-čching Ťiang-pej (CKG) a Kunming Wujiaba International Airport (KMG).
- Silkair (MI) užívá Letiště Singapur-Changi (SIN).
- Singapore Airlines (SQ) užívá letiště Singapur-Changi (SIN).
- SpiceJet (SG) užívá Madrás-Mezinárodní letiště Čennaí (MAA), Delhi- Mezinárodní letiště Indiry Gándhíové (DEL) a Hajdarábád-Mezinárodní letiště Rádžíva Gándhího (HYD).
- SriLankan Airlines (UL) užívá Bandaranaike International Airport (CMB) a Mattala Rajapaksa International Airport (HRI).
- Sriwijaya Air (SJ) užívá Mezinárodní letiště Sukarno-Hatta (CGK).
- Tigerair Mandala (RI) užívá Mezinárodní letiště Sukarno-Hatta (CGK), Sultan Syarif Kasim II International Airport (PKU) a Juanda International Airport (SUB).
- Thai Airways International (TG) užívá letiště Bangkok-Suvarnabhumi (BKK), Chiang Mai International Airport (CNX) a Phuket International Airport (HKT).
- Thai Air Asia (FD) užívá bangkocké letiště Bangkok-Don Muang (DMK) a Phuket International Airport (HKT).
- Tiger Airways (TR) užívá Letiště Singapur-Changi (SIN).
- Uzbekistan Airways (HY) užívá letiště Taškent (TAS).
- United Airways (4H) užívá letiště Dháka (DAC) a Shah Amanat International Airport (CGP)
- Valuair (VF) užívá Letiště Singapur-Changi (SIN).
- Vietnam Airlines (VN) užívá letiště Tân Sơn Nhất (SGN) a letiště Nội Bài (HAN)(a v menším rozsahu letiště Đà Nẵng (DAD)).
- Wataniya Airways (KW) užívá letiště Kuvajt (KWI).
- West Air (PN) užívá mezinárodní letiště Čchung-čching Ťiang-pej (CKG).
- Xiamen Airlines (MF) užívá mezinárodní letiště Sia-men Kao-čchi (XMN), Mezinárodní letiště Fu-čou Čchang-le (FOC) a mezinárodní letiště Chang-čou Siao-šan (HGH).

### Evropa

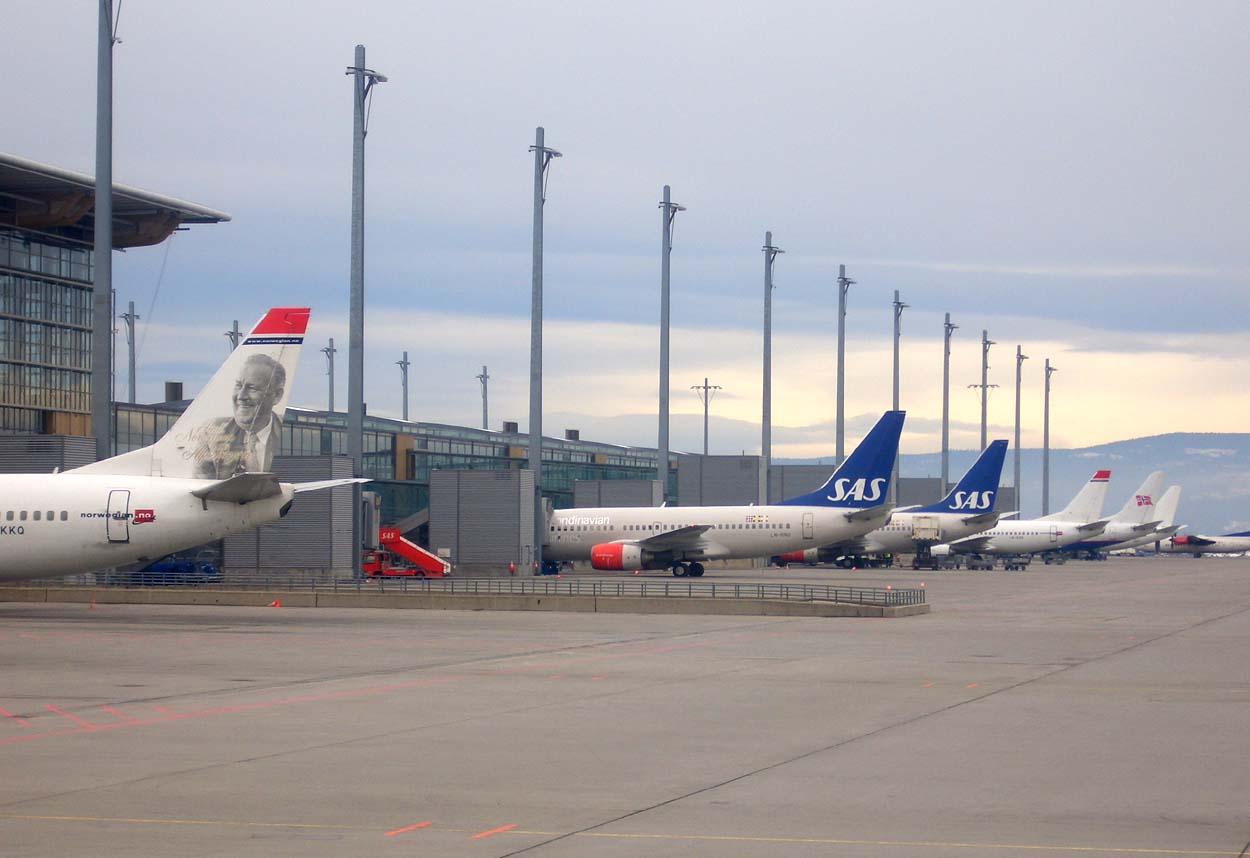
Norwegian Air Shuttle a Scandinavian Airlines letadla na letišti Oslo–Gardermoen.

- Adria Airways (JP) užívá Letiště Lublaň (LJU).
- Aegean Airlines (A3) užívá letiště Atény (ATH), letiště Soluň (SKG).
- Aer Lingus (EI) užívá letiště Dublin (DUB)
- Aeroflot (SU) užívá Moskevské Letiště Moskva-Šeremeťjevo (SVO).
- AirBaltic (BT) užívá letiště Riga (RIX)
- Air Europa (AE) užívá Madrid-Barajas Airport (MAD)
- Air France (AF) užívá Letiště Charlese de Gaulla (CDG) a letiště Paříž-Orly (ORY).
- Air Greenland (GL) užívá letiště Kangerlussuaq (SFJ).
- Air Malta (MT) užívá letiště Malta (MLA)
- Air Moldova (9U) užívá letiště Kišiněv (KIV)
- Air Serbia (JU) užívá Letiště Bělehrad (BEG).
- Alitalia (AZ) užívá Římské letiště Řím-Fiumicino (FCO).
- Anadolujet (TK) užívá Ankara letiště Ankara-Esenboğa (ESB).
- Atlantic Airways (RC) užívá letiště Vágar (FAE).
- Austrian Airlines (OS) užívá Letiště Vídeň (VIE).
- British Airways (BA) užívá letiště London Heathrow (LHR) a v menším rozsahu letiště London Gatwick (LGW).
- Brussels Airlines (SN) užívá letiště Brusel (BRU).
- Bulgaria Air (FB) užívá letiště Sofie (SOF).
- Condor Airlines (DE) užívá Letiště Frankfurt nad Mohanem (FRA).
- Croatia Airlines (OU) užívá letiště Záhřeb (ZAG).
- Cyprus Airways (CY) užívá letiště Larnaka (LCA).
- České aerolinie (OK) užívá Letiště Praha/Ruzyně (PRG).
- easyJet (U2), nízkonákladový dopravce má velké základny na letiště Belfast (BFS), letiště Bristol (BRS), Edinburgh Airport (EDI), Glasgow International Airport (GLA), letiště Liverpool (LPL), letiště London Gatwick (LGW), letiště London Luton (LTN), letiště London Stansted (STN), letiště Manchester (MAN), letiště Newcastle (NCL), letiště Lyon-Saint Exupéry (LYS), letiště Charlese de Gaulla (CDG), letiště Milan Malpensa (MXP), letiště Berlín-Schönefeld (SXF) a Madrid-Barajas Airport (MAD).
- easyJet Switzerland (DS) užívá letiště Ženeva (GVA) a letiště Basel-Mulhouse-Freiburg (BSL/MLH/EAP).
- Finnair(AY) užívá letiště Helsinky-Vantaa (HEL).
- Iberia (IB) užívá Madrid-Barajas Airport (MAD).
- Icelandair (FI) užívá letiště Keflavík (KEF).
- Jet2.com (LS) užívá Leeds Bradford International Airport (LBA).
- KLM (Royal Dutch Airlines) (KL) užívá Amsterdam-Schiphol (AMS).
- LOT Polish Airlines (LO) užívá letiště Frédérica Chopina (WAW).

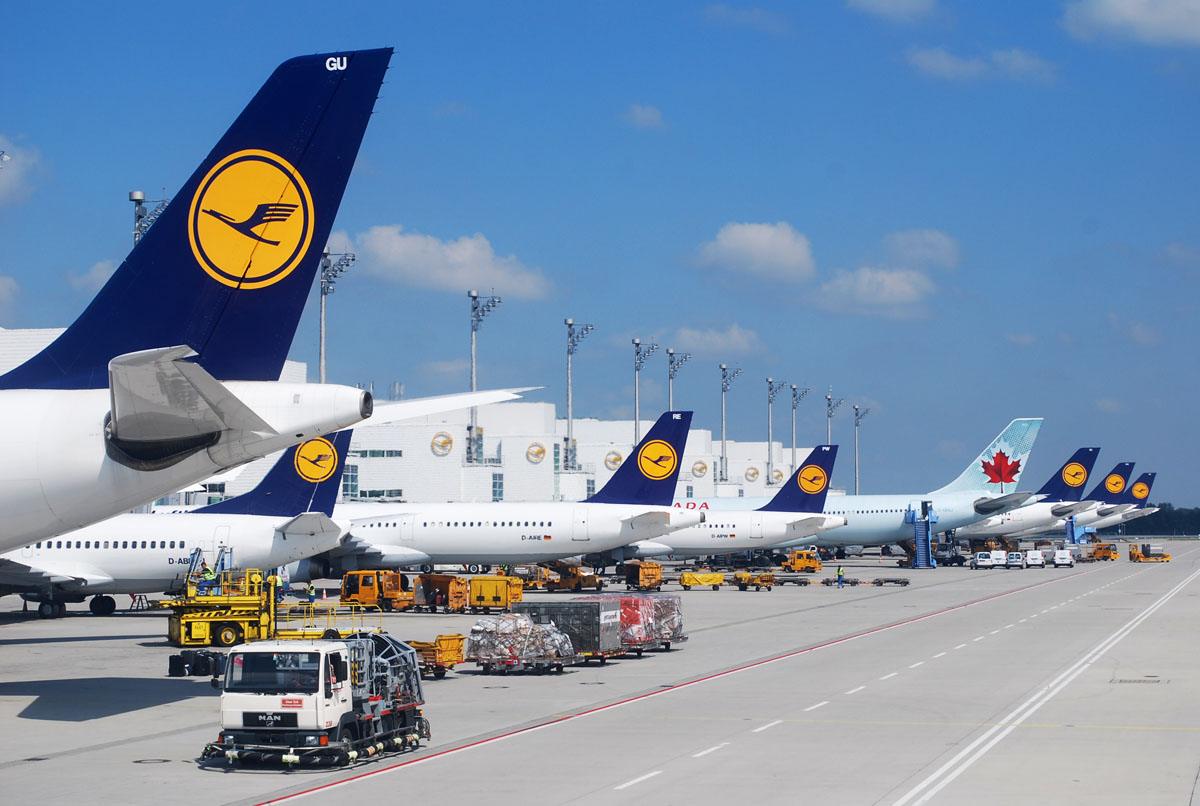
Lufthansa letadla na letišti Mnichov, Terminal 2.

- Lufthansa (LH) užívá letiště Frankfurt nad Mohanem (FRA), letiště Mnichov (MUC) a letiště Düsseldorf (DUS).
- Luxair (LG) užívá letiště Lucemburk (LUX).
- Martinair (MP) užívá letiště Schiphol (AMS).
- Montenegro Airlines (YM) užívá letiště Podgorica (TGD) a letiště Tivat (TIV).
- Norwegian Air Shuttle (DY) užívá letiště Bergen (BGO), letiště Oslo (OSL), letiště Stavanger (SVG), letiště Trondheim (TRD).
- Olympic Air (OA) užívá letiště Atény (ATH).
- Ryanair (FR), nízkonákladový dopravce užívá letiště Dublin (DUB) a letiště London Stansted (STN) jako své primární základny. Aerolinie má dalších 61 základen ze kterých operuje svoji síť.
- S7 - Siberia Airlines (S7) užívá letiště Moskva-Domodědovo (DME) a letiště Novosibirsk-Tolmačevo (OVB).
- Scandinavian Airlines (SK) užívá letiště Bergen (BGO) letiště Kodaň (CPH) Letiště Göteborg Landvetter (GOT), letiště Oslo (OSL), letiště Stavanger (SVG), Stockholm-Arlanda (ARN) letiště Trondheim (TRD)
- Swiss International Airlines (LX) užívá letiště Zürich (ZRH) (a v menším rozsahu letiště Ženeva (GVA)).
- TAP Portugal (TP) užívá letiště Lisabon-Portela (LIS) a v menším rozsahu letiště Porto (OPO) .
- TAROM Romanian Air Transport (RO) užívá letiště Bukurešť Henriho Coandy (OTP) jako hlavní a letiště Kluž (CLJ) jako sekundární hub.
- Turkish Airlines (TK) užívá Atatürkovo letiště (IST) a v menším rozsahu Ankara letiště Ankara-Esenboğa (ESB).
- Ukraine International Airlines užívá mezinárodní letiště Boryspil (KBP)
- UTair Aviation užívá letiště Moskva-Vnukovo (VKO)
- Vueling dceřiná společnost Iberia užívá letiště Barcelona-El Prat (BCN)
- Widerøe užívá Alta Airport (ALF), letiště Bergen (BGO), letiště Bodø (BOO), letiště Oslo (OSL), letiště Torp (TRF), letiště Tromsø (TOS).
- WindRose užívá mezinárodní letiště Boryspil (KBP)

### Severní Amerika

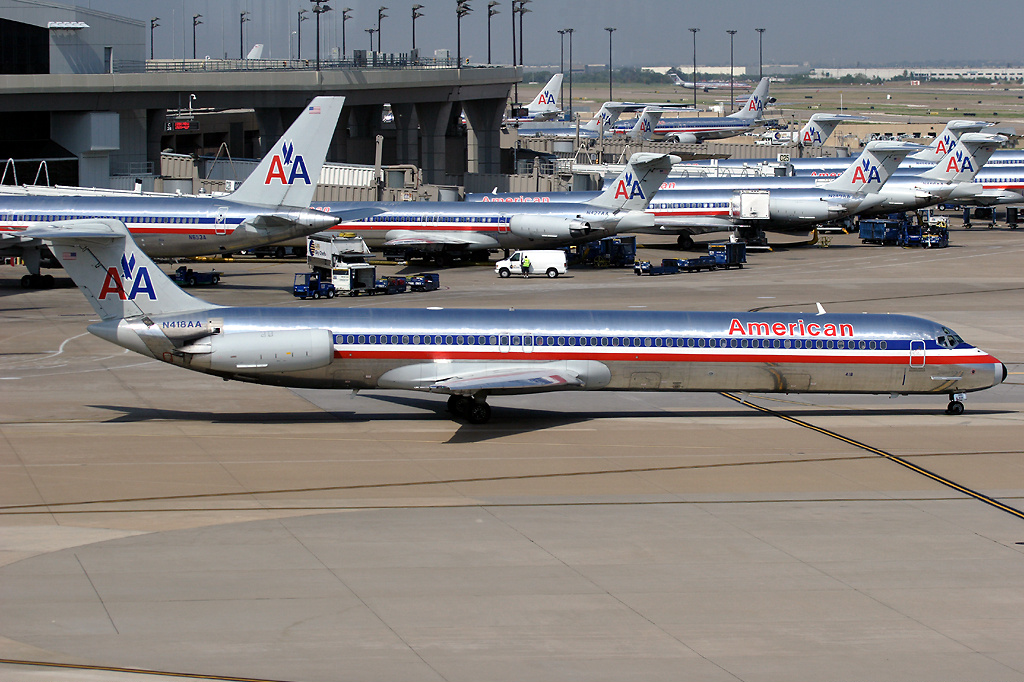
American Airlines letiště na Dallas–Fort Worth International Airport.

- Aeroméxico (AM) užívá Mezinárodní letiště Beníta Juáreze (MEX).
- Air Canada (AC) užívá Toronto Pearson International Airport (YYZ), Mezinárodní letiště Pierra Elliotta Trudeau (YUL), Vancouver International Airport (YVR), and Calgary International Airport (YYC) jako hlavní hub.[7]
- Alaska Airlines (AS) užívá Seattle-Tacoma International Airport (SEA), Portland International Airport (PDX), Ted Stevens Anchorage International Airport (ANC), Los Angeles International Airport (LAX) a San Diego International Airport (SAN).
- Allegiant Air (AL) užívá McCarran International Airport (LAS).
- American Airlines (AA) užívá Dallas-Fort Worth International Airport (DFW), Chicago's O'Hare International Airport (ORD), Miami International Airport (MIA), John F. Kennedy International Airport (JFK) a Los Angeles International Airport (LAX).
- Copa Airlines (CM) užívá Mezinárodní letiště Tocumen (PTY), El Dorado International Airport
- Delta Air Lines (DL) užívá Hartsfield-Jackson Atlanta International Airport (ATL), Salt Lake City International Airport (SLC), John F. Kennedy International Airport (JFK), Logan International Airport (BOS), Los Angeles International Airport (LAX), LaGuardia Airport (LGA), Minneapolis-Saint Paul International Airport (MSP), Detroit Metropolitan Wayne County Airport (DTW), Seattle-Tacoma International Airport[8] (SEA), Schiphol (AMS), Tokyo's Letiště Narita (NRT) a letiště Charlese de Gaulla (CDG).
- Envoy Air (MQ) užívá Chicago-O'Hare International Airport (ORD), Dallas/Fort Worth International Airport (DFW), Miami International Airport (MIA) a LaGuardia Airport (LGA).
- Frontier Airlines (F9) nízkonákladový dopravce užívá Denver International Airport (DEN).
- Great Lakes Airlines užívá Denver International Airport (DEN), Los Angeles International Airport (LAX), Minneapolis-Saint Paul International Airport (MSP) a Phoenix Sky Harbor International Airport (PHX).
- Hawaiian Airlines (HA) užívá Honolulu International Airport (HNL) a Kahului Airport (OGG).[9]
- JetBlue Airways (B6) nízkonákladový dopravce užívá John F. Kennedy International Airport (JFK).
- Porter Airlines (PD) užívá Billy Bishop Toronto City Airport (YTZ).
- Southwest Airlines (WN) nízkonákladový dopravce většinou provozuje point-to-point přepravu, ale provozuje hub operace na Hartsfield-Jackson Atlanta International Airport (ATL), Baltimore–Washington International Airport (BWI), Chicago Midway Airport (MDW), Dallas Love Field Airport (DAL), Las Vegas's McCarran International Airport (LAS), William P. Hobby Airport (HOU) a Phoenix Sky Harbor International Airport (PHX)
- Spirit Airlines (NK) nízkonákladový dopravce užívá Detroit Metropolitan Wayne County Airport (DTW) a letiště Fort Lauderdale-Hollywood (FLL).
- Sun Country Airlines (SY) nízkonákladový dopravce užívá Minneapolis-Saint Paul International Airport (MSP).
- United Airlines (UA) užívá Houstonské George Bush Intercontinental Airport (IAH), Chicago's O'Hare International Airport (ORD), San Francisco International Airport (SFO), Washington Dulles International Airport (IAD), Denver International Airport (DEN), Los Angeles International Airport (LAX), letiště Narita (NRT), Newark Liberty International Airport (EWR) a Guamské Antonio B. Won Pat International Airport (GUM).
- VivaAerobus (VB) nízkonákladový dopravce užívá General Mariano Escobedo International Airport (MTY).
- WestJet (WS) užívá Calgary International Airport (YYC) a Toronto Pearson International Airport (YYZ).